# Junior-Depot
Ein Junior-Depot (auch Kinderdepot oder Depot für Minderjährige) ist ein Wertpapierdepot, das auf den Namen eines minderjährigen Kindes eröffnet wird. Es dient der langfristigen Geldanlage, insbesondere für den Vermögensaufbau durch Aktien, Fonds oder ETFs, etwa zur Finanzierung der Ausbildung oder als Startkapital für das Erwachsenenleben. Die rechtlichen und steuerlichen Rahmenbedingungen unterscheiden sich dabei von denen klassischer Depots für volljährige Personen.

## Hintergrund
In Deutschland gilt das Bürgerliche Gesetzbuch (BGB) als maßgebliche Rechtsgrundlage für alle Eigentums- und Verwaltungsfragen im Zusammenhang mit Minderjährigen. Kinder können zwar Eigentum an Vermögensgegenständen erwerben (§ 2 BGB), sind aber nicht geschäftsfähig. Die gesetzliche Vertretung erfolgt in der Regel durch die Eltern, welche als Inhaber der elterlichen Sorge gemäß §§ 1626 ff. BGB agieren.

### Eröffnung
Die Eröffnung eines Junior-Depots muss durch die gesetzlichen Vertreter – in der Regel beide Elternteile, der Erziehungsberechtigte – erfolgen, da es sich um ein „rechtlich bindendes Geschäft mit Zustimmungserfordernis“ gemäß § 107 BGB handelt. Die meisten Banken verlangen das Original der Geburtsurkunde per Post, einige Banken begnügen sich inzwischen auch mit einer digitalen Kopie sowie Ausweisdokumente der Eltern. Ab dem 16. Lebensjahr müssen sich Kinder selbst mit einem Ausweis identifizieren, die Geburtsurkunde reicht dann nicht mehr aus, weshalb einige Banken nur Kinderdepots für Kinder bis 16 Jahre anbieten.
Einige Banken ermöglichen auch eine Online-Eröffnung mit digitaler Legitimation. Je nach Anbieter wird das Depot entweder auf den Namen des Kindes oder in Treuhandform für das Kind geführt.

### Nutzung und Verwaltung
Das Junior-Depot wird ausschließlich im Interesse des Kindes geführt. Eine Entnahme oder Umschichtung des Vermögens darf nur erfolgen, wenn sie dem Kindeswohl dient (§ 1641 BGB). In bestimmten Fällen (z. B. bei Entnahmen über 3.000 Euro) kann die Zustimmung des Familiengerichts erforderlich sein.
Einzahlungen können durch die Eltern, Großeltern oder Dritte erfolgen. Üblich sind:
- regelmäßige Sparpläne (z. B. auf Aktien, ETFs oder Fonds),
- Einmalzahlungen (z. B. Geschenke, Erbschaften) sowie
- Vermögensübertragungen im Rahmen der Schenkungssteuerfreibeträge.[6]

### Steuerliche Aspekte
Auch Minderjährige sind grundsätzlich steuerpflichtig. Ihre Kapitalerträge unterliegen der Abgeltungsteuer (§ 32d EStG), jedoch kann für jedes Kind ein eigener Sparer-Pauschbetrag (1.000 €) sowie der Grundfreibetrag geltend gemacht werden. Zusätzlich können Eltern eine Nichtveranlagungsbescheinigung beim Finanzamt beantragen.
Wichtig: Eltern dürfen das Vermögen des Kindes nicht zur Steuervermeidung aufteilen, um eigene Freibeträge zu umgehen. Dies wird steuerrechtlich kritisch betrachtet (Stichwort: Gestaltungsmissbrauch nach § 42 AO).

### Übertrag bei Volljährigkeit
Mit Vollendung des 18. Lebensjahres geht die volle Verfügungsgewalt über das Depot automatisch auf das nun volljährige Kind über. Es kann dann selbstständig über das Depot verfügen, Transaktionen durchführen oder das Konto schließen.

### Anbieter und Gebühren
In Deutschland bieten zahlreiche Banken und Direktbroker Junior-Depots an, darunter:
- Comdirect
- Consorsbank
- DKB
- ING
- Trade Republic
- Flatex
- 1822direkt
- Trade Republic
- Scalable Capital
- S-Broker
- Finanzen net zero

Die Gebührenmodelle variieren. Viele Anbieter locken mit kostenlosen Depots und kostenlosen ETF-Sparplänen für Minderjährige. Auch Robo-Advisor-Plattformen wie Quirion oder Scalable Capital bieten Kinderdepots an.

### Vorteile und Risiken
Vorteile:
- Früher Vermögensaufbau (Zinseszinseffekt)
- Nutzung steuerlicher Freibeträge des Kindes

Risiken:
- Keine kurzfristige Verfügbarkeit durch die Eltern
- Markt- und Kursrisiken bei risikobehafteten Anlageklassen
- Steuerliche Gestaltungsspielräume mit Missbrauchspotenzial